# ژرژ مارتن
ژرژ مارتن (فرانسوی: Georges Martin‎; ۶ نوامبر ۱۹۱۵ – ۳ ژانویهٔ ۲۰۱۰) دوچرخه‌سوار اهل فرانسه بود.